# Galactik Football
Galactik Football ist eine Zeichentrick-Fernsehserie, die unter einer gemeinsamen Koproduktion von Alphanim, France 2, Jetix und Welkin-Animation im Jahr 2005 entstand. Es wurden 2D- und 3D-Animationen miteinander kombiniert. Die Serie umfasst 78 Episoden und wurde europaweit ausgestrahlt. Auch in Singapur wurde die Serie gesendet.

## Handlung
In einer fernen Zukunft existiert auf den von Menschen und Außerirdischen besiedelten Welten eine magische Energie, genannt Flux. Sie durchströmt alle Lebewesen und wird durch Teamgeist geweckt. Der Flux verleiht den Menschen und allen außerirdischen Spezies unglaubliche Kräfte. Er wurde auch verwendet, um schreckliche Kriege zu führen. Nach dem letzten und bisher grausamsten galaktischen Krieg wurde es verboten den Flux für kriegerische Zwecke zu verwenden. Über dieses Verbot wacht nun die Flux Society. Die Fluxe dürfen einzig und allein beim Galactik Football verwendet werden, einer Art des Fußballs.
Auf dem kleinen paradiesischen Planeten Akilion heißt der Flux Odem. Als das Team dieses Planeten am Galactik Football Cup teilnehmen will, bricht auf diesem Planeten eine Eiszeit aus und der Flux verschwindet. Der junge Starspieler von Akilion, Aarch, verlässt den Planeten, um bei anderen Mannschaften Fußball zu spielen. 15 Jahre später kehrt er nach Akilion zurück, um eine neue Mannschaft aufzubauen. Mit Hilfe seines alten Freundes Klamp baut er die ’’Snow Kids’’ auf. Diese bestehen aus D’jok, Micro-Ice, Rocket, Tran, Mei, Tia und Ahito. Zusammen gelingt es ihnen, den Odem wiederzufinden und am Galactik Football Cup teilzunehmen. Schließlich gewinnen sie die Meisterschaft.

## Die Charaktere
D´Jok
Der 15 Jahre alte D’jok ist einer der Stürmer der Snow Kids. Er ist der Sohn des berüchtigten Piraten Suny Blackbones, wusste das aber lange nicht. Seine Mutter starb bei seiner Geburt kurz nach Ausbruch der Eiszeit und sein Vater hielt die beiden für tot. Er wurde von einer Wahrsagerin namens Maya großgezogen und akzeptiert sie auch wie seine richtige Mutter. D’Joks größte Schwäche ist sein Ego, aber dennoch hat er einen großen Gerechtigkeitssinn. Am Schluss der 1. Staffel kommt er mit Mei zusammen. In der 2. Staffel wird er zum Kapitän der Snow Kids. In der 3. Staffel betrügt er die Snow Kids, kommt aber später wieder.
Micro-Ice
Micro-Ice ist der beste Freund von D’Jok und einen Kopf kleiner als er. Micro-Ice ist ca. 15 Jahre alt. Sein Name kommt von Micro (= klein). Bevor er in die Mannschaft der Snow Kids aufgenommen wird, betätigt er sich als Kleinkrimineller und legt sich mit der lokalen Mafia an. In der Mannschaft ist er der Clown und ist zu Beginn in Mei verliebt. Micro-Ice und D´Jok sind wie Brüder, was wahrscheinlich daran liegt, dass sie zusammen aufgewachsen sind. Micro-Ice selbst spielt für andere gerne den Clown und ist etwas tollpatschig und chaotisch, aber dafür auch sehr nett. Er besitzt sehr viel Talent, muss jedoch noch um einiges reifer werden. Durch seine Größe wird er oft von Sinedd geärgert, hat jedoch keine Angst davor, ihm Contra zu geben. Er ist der zweite Stürmer der Snow Kids. In der zweiten Staffel verliebt sich Micro-Ice schon am Anfang in Yuki.
Rocket
Der 16-jährige Rocket ist der Neffe von Aarch. Norata, sein Vater und der Bruder von Aarch, verbietet ihm am Anfang das Fußballspielen, da er selbst beim Fußballspielen ein Bein verloren hat, als er zusammen mit Aarch in der Mannschaft von Akilion vor 15 Jahren gespielt hat. Rocket ist der Kapitän der Mannschaft und der beste Passspieler der Snow Kids. Seine Mutter verließ ihn und seinen Vater, als er geboren wurde, um im Genesis-Stadion als Schauspielerin Karriere zu machen, wobei sie jedoch scheiterte. Sein Vater erzählte ihm, sie sei tot, doch während des Cups trifft er sie im Genesis-Stadion wieder. Er hatte am Anfang starke Probleme sich ins Team einzufügen, was sich jedoch nach einiger Zeit ändert. Rocket scheint schon am Anfang in Tia verliebt zu sein und kommt auch mit Tia zusammen.
Ahito
Ahito ist der ca. 15-jährige Torwart der Snow Kids. Er hat einen Zwillingsbruder namens Thran. Er schläft sehr viel und sehr oft, und auch im Tor macht er gerne ein Nickerchen. Wenn jedoch der Ball kommt, ist er sofort hellwach, um den Ball zu halten. Ahito war es auch, der der Mannschaft den Namen gegeben hat. Er ist ein guter Freund von Micro-Ice und D´jok, mit denen er, wie auch sein Bruder, lange befreundet ist. Yuki ist seine Cousine.
Thran
Thran spielt in der Verteidigung der Snow Kids und ist der Zwillingsbruder von Ahito. Sein Bruder Ahito ist ihm sehr wichtig und nennt ihn auch gerne liebevoll 'kleiner Bruder', da Thran der Erstgeborene ist. Yuki ist seine, wie auch Ahitos, Cousine. Er interessiert sich für Technik und hatte bereits ein paar Computerspiele entwickelt. Zusammen mit Klamp spielt er oft Computerspiele oder schaut diesem einfach nur zu, wenn er neue Erfindungen ausprobiert. Er war der Dritte, der den Odem bekam.
Tia
Tia ist die Tochter eines Botschafters und daher auf vielen Planeten aufgewachsen. Ihre Eltern haben sich nie wirklich für sie interessiert, weshalb sie auch nichts von der Begeisterung ihrer Tochter für Fußball wussten. Sie riss von Zuhause aus um der Mannschaft beizutreten. Ihre Eltern erlaubten ihr später offiziell, in der Mannschaft zu bleiben. Sie war die erste aus dem Team, die den Odem hatte. In ihr schlummert ein richtiges Fußballtalent. Sie ist von Anfang an schon in Rocket verliebt, der schlussendlich eine beginnende Beziehung mit einem Kuss besiegelt.
Mei
Mei ist das zweite Mädchen im Team. Sie ist sehr attraktiv und sieht in jeder Situation gut aus. Sie möchte unbedingt berühmt werden, was auch an dem Ehrgeiz ihrer Mutter liegt. Sie spielt in der Verteidigung, aber um mehr Aufmerksamkeit zu bekommen, will sie in den Sturm wechseln. Am Ende der ersten Staffel setzt sie sich bei ihrer Mutter endlich durch. Sie verliebt sich in D´Jok und kommt mit diesem auch zusammen. In der 3. Staffel trennt sie sich aber wieder von ihm und spielt erstmal bei den Shadows. Sie kommt auch mit Sinedd zusammen.
Klamp
Klamp ist ein genialer Ingenieur, der einst für den bösen Megakonzern Technoid arbeitete. Dort erschuf er mit dem Piraten Suny Blackbones den Meta-Flux, einen künstlichen Flux. Zusammen mit Aarch baut er die Snow Kids auf und entwickelt die virtuellen Trainingsgeräte. Er hasst seinen ehemaligen Arbeitgeber Technoid, wird zeitweise jedoch von diesem gezwungen, für ihn zu arbeiten.
Sinedd
Sinedd ist der ca. 16-jährige Starspieler der Shadows. Am Anfang der 1. Staffel war er Stürmer bei den Snow Kids, wechselt jedoch zu den Shadows. Sinedd ist D´Joks größter Rivale, arrogant und selbstsichere, denn seine Eltern starben bei dem großen Krieg. Er wuchs in einem Waisenhaus auf.
Er hat großes Talent, doch unterschätzt er seine Gegner zu oft und unternimmt zu viele Alleingänge in Spielen. Er will dennoch immer der Beste sein und spielt auch unfair. In Staffel 3 wechselt er am Ende wieder zu den Snow Kids, um seiner kleinen Schwester Sonya eine Freude zu machen.
Yuki
Yuki ist die Cousine von Ahito und Thran. Sie ist ca. 15 Jahre alt und recht klein. Sie besetzt in der Zwischenzeit als Ahito nicht spielen kann seinen Posten als Tormann. Yuki versteht sich sehr gut mit Micro-Ice und scheint sich auch in ihn verliebt zu haben. Nach Ahitos Genesung ist Yuki Ersatzfrau für das Tor und gelegentlich wird sie auch auf dem Spielfeld eingewechselt, sollten dem Team die Spieler ausgehen. In Staffel 3 wechselt sie jedoch zur Mannschaft der Elektras.
Mark
Mark ist ein guter alter Freund von D´Jok und Micro-Ice. Er übernimmt die Position von Rocket während dessen Abwesenheit. Später ist er der Ersatzmann für die Spieler am Spielfeld.
Aarch
Aarch war früher mal der Starspieler von Akilian. Doch als die Eiszeit ausbrach verließ er den Planeten. Nach 15 Jahren geht er wieder zurück nach Akilian und baut eine neue Mannschaft auf. Er trainiert die Snow Kids und macht sie zu neuen Profispielern.
Zu Aarch Zeiten als Profispieler waren sein Bruder Norata und sein bester Freund Artegor an seiner Seite. Als Aarch gemeinsam mit Artegor bei den Shadows gespielt hat, hat der Flux der Shadows, genannt Smog, die Kontrolle über Aarchs Körper übernommen, bis dieser mitten in einem Spiel zusammenbricht. Von dem Tag an sind er und sein damals bester Freund Artegor zerstritten, da Aarch die Mannschaft verlassen hat und Artegor dies als Verrat an ihrer Freundschaft empfunden hat. Bei den Vorbereitungen für den zweiten Galactik Football Cup der Snow Kids übernimmt Artegor das Training der Jünglinge, nachdem seine Gruppe nach Verlust des Smogs, aus dem Cup ausgeschieden ist. Schlussendlich sind Aarch und Artegor wieder Freunde.
Weiters erfährt man, dass Aarch und sein Bruder Norata gerade dabei waren in einem Match das erste Mal für Akillian den Galactik Football Cup zu gewinnen, als die plötzliche Eiszeit über den ganzen Planeten hereinbricht.

## Produktion und Veröffentlichung
Die Serie wurde 2006 vom Studio Alphanim und Frédéric Dybowski und Antoine Charreyron produziert. Die 3D-Animationen stammen vom Attitude Studio. Die Serie wurde erstmals ab dem 24. Mai 2006 auf dem Sender France 2 ausgestrahlt. Die deutsche Erstausstrahlung fand ab dem 9. Juni 2006 auf Jetix statt.
Die Trickserie wurde auch in Singapur und Südostasien ausgestrahlt und auf Spanisch und Englisch übersetzt.

## Roman
Vom französischen Autoren Jean-Marc Lign wurde ein Roman zur Fernsehserie verfasst. Dieser erschien bei Hachette Jeunesse in der Collection Yokai.

## Synchronsprecher
Für die deutsche Synchronisation ist das Studio Hamburg Synchron GmbH verantwortlich, dessen Dialogregie Sascha Draeger übernahm.
| Rolle         | Deutscher Sprecher   |
| ------------- | -------------------- |
| D´Jok         | Leonhard Mahlich     |
| Ahito         | Jannik Endemann      |
| Rocket        | Patrick Bach         |
| Tia           | Celine Fontanges     |
| Yuki          | Eva Michaelis        |
| Mark          | Tim Knauer           |
| Lun-Zia       | Nicola Grupe-Arnoldi |
| Sinedd        | Christian Rudolf     |
| Aarch         | Eberhard Haar        |
| Callie Mystic | Kerstin Draeger      |
| Bleylock      | Sascha Draeger       |
| Artie         | Tobias Schmidt       |
| Benett        | Erik Schäffler       |
| Warren        | Christian Rudolf     |
| Nikki 4       | Lena Münchow         |
| Nina 8        | Julia Casper         |
| Brim Simbra   | Wolf Frass           |

## Episodenführer

### Staffel 1
| Episode | Deutscher Titel          | Originaltitel      | Erstausstrahlung Frankreich | Deutsche Erstausstrahlung |
| ------- | ------------------------ | ------------------ | --------------------------- | ------------------------- |
| 1       | Das Comeback             | Le retour          | 03.06.2006                  | 08.02.2007                |
| 2       | Eine neue Hoffnung       | L'espoir           | 04.06.2006                  | 09.02.2007                |
| 3       | Die Herausforderung      | Le Defi            | 10.06.2006                  | 12.02.2007                |
| 4       | Das Team                 | L'Equipe           | 11.06.2006                  | 13.02.2007                |
| 5       | Der Kapitän              | Le Capitaine       | 17.06.2006                  | 14.02.2007                |
| 6       | Die zweite Halbzeit      | La Relance         | 18.06.2006                  | 15.02.2007                |
| 7       | Rockets Geheimnis        | Le Chouchou        | 24.06.2006                  | 16.02.2007                |
| 8       | Der Sturm                | La Tempête         | 25.06.2006                  | 19.02.2007                |
| 9       | Die Revanche             | La Revanche        | 01.07.2006                  | 20.02.2007                |
| 10      | Die Piraten              | Les Pirates        | 02.07.2006                  | 21.02.2007                |
| 11      | Der Professor            | Le Professeur      | 08.07.2006                  | 22.02.2007                |
| 12      | Die Flucht               | La Fuite           | 09.07.2006                  | 23.02.2007                |
| 13      | Die Stürmerin            | L'Attaquante       | 09.07.2006                  | 26.02.2007                |
| 14      | Das schwarze Loch        | Trou Noir          | 16.07.2006                  | 27.02.2007                |
| 15      | Die letzte Chance        | La Dernière Chance | 17.07.2006                  | 28.02.2007                |
| 16      | Das Genesis-Stadion      | Le Genèse Stadium  | 24.07.2006                  | 01.03.2007                |
| 17      | Das Achtelfinale         | La Préparation     | 24.07.2006                  | 02.03.2007                |
| 18      | Einfach nur stressig     | La pression        | 25.07.2006                  | 05.03.2007                |
| 19      | Der Star                 | La Star            | 26.07.2006                  | 06.03.2007                |
| 20      | Der Meta-Flux            | Le Métafluide      | 27.07.2006                  | 07.03.2007                |
| 21      | Noch ist nichts verloren | L'Abandon          | 28.07.2006                  | 08.03.2007                |
| 22      | Die Entführung           | La Disparition     | 29.07.2006                  | 09.03.2007                |
| 23      | Die Erpressung           | Le Chantage        | 30.07.2006                  | 12.03.2007                |
| 24      | Das Duell                | Le duel            | 30.07.2006                  | 13.03.2007                |
| 25      | Der Verräter             | Le Traître         | 31.07.2006                  | 14.03.2007                |
| 26      | Das Finale               | La Coupe           | 01.08.2006                  | 15.03.2007                |

### Staffel 2
| Episode | Deutscher Titel                | Originaltitel           | Erstausstrahlung Frankreich | Deutsche Erstausstrahlung |
| ------- | ------------------------------ | ----------------------- | --------------------------- | ------------------------- |
| 27      | Rückkehr ins Genesis-Stadion   | Le retour des champions | 31.05.2008                  | 06.06.2008                |
| 28      | Gesperrt                       | Hors la loi             | 01.06.2008                  | 06.06.2008                |
| 29      | Die Aufstellung                | Les Nouveaux Snow Kids  | 07.06.2008                  | 06.06.2008                |
| 30      | Der neue Kapitän               | D'Jok prend la tête     | 08.06.2008                  | 15.06.2008                |
| 31      | Willkommen Zuhause             | Visite Surprise         | 14.06.2008                  | 22.06.2008                |
| 32      | Netherball – Spiel ohne Regeln | Le Netherball           | 15.06.2008                  | 29.06.2008                |
| 33      | Berechtigte Zweifel            | Une Défense Fragile     | 21.06.2008                  | 06.07.2008                |
| 34      | Das Geheimnis von Netherball   | Le Secret de la Sphère  | 22.06.2008                  | 13.07.2008                |
| 35      | Das All-Star-Match             | Le Match All Stars      | 28.06.2008                  | 20.07.2008                |
| 36      | Rocket gegen Sinedd            | Rocket contre Sinedd    | 29.06.2008                  | 27.07.2008                |
| 37      | Ein schlechter Start           | La fin des illusions    | 05.07.2008                  | 03.08.2008                |
| 38      | Mit letzter Kraft              | Terrain d'entente       | 06.07.2008                  | 10.08.2008                |
| 39      | Ohne Flux                      | Menace sur les fluides  | 12.07.2008                  | 17.08.2008                |
| 40      | Begegnung mit Rocket           | La machination          | 06.09.2008                  | 24.08.2008                |
| 41      | Die Abmachung                  | Pacte avec les Pirates  | 07.09.2008                  | 31.08.2008                |
| 42      | Neue Regeln                    | Nouvelle tactique       | 13.09.2008                  | 07.09.2008                |
| 43      | Der Durchbruch                 | L'Evasion               | 14.09.2008                  | 14.09.2008                |
| 44      | Warren greift an               | Warren S'en Mele        | 20.09.2008                  | 21.09.2008                |
| 45      | Die Technodroiden V3           | Les Technodroids V3     | 21.09.2008                  | 28.09.2008                |
| 46      | Der gefallene Star             | La Star Déchue          | 27.09.2008                  | 05.10.2008                |
| 47      | Co-Trainer Artegor             | Coach Artegor           | 28.09.2008                  | 12.10.2008                |
| 48      | Rocket, der Mittelfeldspieler  | Mauvais Pressentiment   | 04.10.2008                  | 19.10.2008                |
| 49      | Sieg oder Niederlage           | Retour En force         | 07.10.2008                  | 26.10.2008                |
| 50      | Letzte Vorbereitungen          | Final Preparations      | 07.10.2008                  | 02.11.2008                |
| 51      | Final-Fieber                   | En Deroute              | 08.10.2008                  | 09.11.2008                |
| 52      | Bleylocks Rache                | La Revanche De Bleylock | 08.10.2008                  | 16.11.2008                |

### Staffel 3
| Episode | Deutscher Titel                | Originaltitel                          | Erstausstrahlung Frankreich | Deutsche Erstausstrahlung |
| ------- | ------------------------------ | -------------------------------------- | --------------------------- | ------------------------- |
| 53      | Der Neuanfang                  | Étoiles en périls                      | 05.07.2010                  | 11.02.2011                |
| 54      | Die Trennung                   | La rupture                             | 06.07.2010                  | 11.02.2011                |
| 55      | Willkommen auf Paradisia       | Bienvenue sur Paradisia                | 07.07.2010                  | 11.02.2011                |
| 56      | Neue Strategie                 | Une nouvelle stratégie                 | 08.07.2010                  | 12.02.2011                |
| 57      | Das All-Star-Spiel             | Résonance                              | 04.09.2010                  | 13.02.2011                |
| 58      | Der erste Tag                  | Que le spectacle commence!             | 11.09.2010                  | 14.02.2011                |
| 59      | Vater und Söhne                | Pères et fils                          | 18.09.2010                  | 15.02.2011                |
| 60      | Die Schatten von Paradisia     | L'autre visage de Paradisia            | 25.09.2010                  | 16.02.2011                |
| 61      | Das Geheimnis der Meeres-Arena | Le secret du Deep Stadium              | 10.10.2011                  | 17.02.2011                |
| 62      | Freunde und Feinde             | Amis et ennemis                        | 11.10.2011                  | 18.02.2011                |
| 63      | Kampf ums Finale               | Bataille pour la finale                | 12.10.2011                  | 19.02.2011                |
| 64      | Der Verrat                     | Trahison sur le terrain                | 13.10.2011                  | 20.02.2011                |
| 65      | Das Finale                     | Fin de partie                          | 14.10.2011                  | 21.02.2011                |
| 66      | Ein neuer Anfang               | Un nouveau départ                      | 15.10.2011                  | 22.02.2011                |
| 67      | Scheidewege                    | Destins croisés                        | 16.10.2011                  | 23.02.2011                |
| 68      | Alte Freunde, neue Spieler     | Les secrets du Souffle                 | 17.10.2011                  | 24.02.2011                |
| 69      | Auf ins Viertelfinale          | Familles recomposées                   | 18.10.2011                  | 25.02.2011                |
| 70      | Schwere Zeiten für Sinedd      | L'ombre de Sinedd                      | 19.10.2011                  | 26.02.2011                |
| 71      | Rückkehr nach Paradisia        | Le fantôme de Paradisia                | 20.10.2011                  | 27.02.2011                |
| 72      | Überraschung auf Paradisia     | Balade pour un Pirate                  | 21.10.2011                  | 28.02.2011                |
| 73      | Auf Wiedersehen, Paradisia     | Amis et ennemis                        | 22.10.2011                  | 01.03.2011                |
| 74      | Wieder vereint                 | Tous ensemble                          | 23.10.2011                  | 02.03.2011                |
| 75      | Verlorene Illusionen           | Illusions perdues                      | 24.10.2011                  | 03.03.2011                |
| 76      | Die zweite Chance              | La seconde chance                      | 25.10.2011                  | 04.03.2011                |
| 77      | Der wichtigste Kampf           | Sur tous les fronts                    | 26.10.2011                  | 04.03.2011                |
| 78      | Die ewigen Stars von Akillian  | Les étoiles d'Akillian sont éternelles | 27.10.2011                  | 04.03.2011                |